# Lin Xiang Xiong
 (avril 2025).
Si vous disposez d'ouvrages ou d'articles de référence ou si vous connaissez des sites web de qualité traitant du thème abordé ici, merci de compléter l'article en donnant les références utiles à sa vérifiabilité et en les liant à la section « Notes et références ».
 (avril 2025).
La mise en forme du texte ne suit pas les recommandations de Wikipédia : il faut le « wikifier ».
Les points d'amélioration suivants sont les cas les plus fréquents :
- Les titres sont pré-formatés par le logiciel. Ils ne sont ni en capitales, ni en gras.
- Le texte ne doit pas être écrit en capitales (les noms de famille non plus), ni en gras, ni en italique, ni en « petit »…
- Le gras n'est utilisé que pour surligner le titre de l'article dans l'introduction, une seule fois.
- L'italique est rarement utilisé : mots en langue étrangère, titres d'œuvres, noms de bateaux, etc.
- Les citations ne sont pas en italique mais en corps de texte normal. Elles sont entourées par des guillemets français : « et ».
- Les listes à puces sont à éviter, des paragraphes rédigés étant largement préférés. Les tableaux sont à réserver à la présentation de données structurées (résultats, etc.).
- Les appels de note de bas de page (petits chiffres en exposant, introduits par l'outil «  Source ») sont à placer entre la fin de phrase et le point final[comme ça].
- Les liens internes (vers d'autres articles de Wikipédia) sont à choisir avec parcimonie. Créez des liens vers des articles approfondissant le sujet. Les termes génériques sans rapport avec le sujet sont à éviter, ainsi que les répétitions de liens vers un même terme.
- Les liens externes sont à placer uniquement dans une section « Liens externes », à la fin de l'article. Ces liens sont à choisir avec parcimonie suivant les règles définies. Si un lien sert de source à l'article, son insertion dans le texte est à faire par les notes de bas de page.
- La présentation des références doit suivre les conventions bibliographiques. Il est recommandé d'utiliser les modèles {{Ouvrage}}, {{Chapitre}}, {{Article}}, {{Lien web}} et/ou {{Bibliographie}}. Le mode d'édition visuel peut mettre en forme automatiquement les références.
- Insérer une infobox (cadre d'informations à droite) n'est pas obligatoire pour parachever la mise en page.

Pour une aide détaillée, merci de consulter Aide:Wikification.
Si vous pensez que ces points ont été résolus, vous pouvez retirer ce bandeau et améliorer la mise en forme d'un autre article.
Lin Xiang Xiong, né le 14 décembre 1945 à Chao An dans la province du Guang Dong, Chine, est artiste, entrepreneur et philanthrope, Président de la Global Chinese Arts & Culture Society, chercheur à l’Académie des arts de Chine, professeur invité à l’École des Arts de l’Université de Pékin et président d’honneur de Mémoire de l’Avenir.
Sa peinture fusionne l'abstraction, les techniques de peinture traditionnelles et le commentaire social contemporain.

## Biographie
Après le décès de sa mère en 1956, Lin Xiang Xiong rejoint son père à Singapour où il étudie à l’Académie des Arts entre 1965 et 1968. L’art prend vite le dessus, mais comme il lui faut travailler, il devient entrepreneur, et rencontre le succès, notamment dans l’exploitation minière en Malaisie.

La peinture restera une activité secrète, explorant les vicissitude de la vie, dénonçant les dérives climatiques, l’exode des populations, les guerres et les malheurs qui accablent les hommes. Au cours de nombreuses rencontres et colloques, Lin Xiang Xiong a exhorté les artistes à devenir des artisans de la paix. En 2016, en tant qu’exposant principal, il est commissaire de l'exposition L’Art pour la paix – Dialogue culturel entre l’Est et l’Ouest pour l’UNESCOet qui a donné lieu à un catalogue. Lors de son discours il a déclaré : 
"Nous artistes, nous devons accomplir notre mission pour que nos expressions créatives suscitent chez les hommes la volonté de s'unir contre les guerres, de réduire les écarts économiques, d'éliminer la pauvreté et da mettre un terme à la destruction de l'environnement".
Le 1 mars 2017, Lin Xiang Xiong a rencontré le prix Nobel de la Paix Lech Walesa au Sénat à Paris sous l'égide d'Alin Avila, fondateur et rédacteur en chef de la revue Area.

## Construction d'un musée pour la paix
En 2019, Lin Xiang Xiong a posé à Penang la première pierre d’un musée de 8.000 mètres carré, Lin Xiang Xiong Art Gallery sur l’île de Penang en Malaisie. Pensé et conçu par lui, le musée ouvrira le 14 décembre 2025 avec 300 de ses toiles et 200 d'autres artistes afin de promouvoir l'art, la paix et l'harmonie à une échelle mondiale. Mécène, Lin Xiang Xiong propose la création d’un Prix, le Lin Xiang Xiong Art for Peace Prize, ouvert à tous les artistes, sans limite d’âge ni de nationalité. 
"J'aspire à ce que mon Musée devienne une plateforme qui favorise l’harmonie entre les diverses cultures et la promotion de la paix par l’art à l'échelle mondiale".

## Expositions personnelles
- 1968 Singapour Chambre de Commerce et d'Industrie de Chine Lin Xiang Xiong’ Art Exhibition
- 1971 Singapour Chambre de Commerce et d'Industrie de Chine Lin Xiang Xiong’ Art Exhibition
- 1973 Singapour Chambre de Commerce et d'Industrie de Chine Lin Xiang Xiong’ Art Exhibition
- 1980 Singapour Chambre de Commerce et d'Industrie de Chine Lin Xiang Xiong’ Art Exhibition
- 1987 Singapour Musée National d'Art de Singapour Chinese Brush Painting Exhibition by Lin Xiang Xiong
- 1988 Bangkok, Thaïlande Metropolitan Bank Ltd Chinese Brush Painting Exhibition by Singapore Artist Lin Xiang Xiong
- 1988 Bangkok, Thaïlande The MENAM Lin Xiang Xiong’ Art Exhibition
- 1990 Pékin, Chine Bibliothèque Nationale de Chine An Art Exhibition by Singaporean Artist Lin Xiang Xiong
- 1990 Taiyuan, Shaanxi, Chine Palais de la Culture An Art Exhibition by Singaporean Artist Lin Xiang Xiong
- 1990 Xi’an, Shaanxi, Chine Galerie des Artistes de la Province de Shaanxi An Art Exhibition by Singaporean Artist Lin Xiang Xiong
- 1994 Pékin, Chine Musée National de la Révolution Chinoise Internationalisation & Nationalisation. Une présentation des travaux récents de Lin Xiang Xiong
- 1999 Macao, Chine Musée d'Art de Macao Celebrating Macao's Return to the Motherland - Grand Exhibition of Chinese Arts
- 2005 Shanghai, Chine Deke Erh Art Center Fusion The East And West
- 2013 Pékin, Chine Musée National d'Art de Chine Fusion The East And West
- 2013 Xi’an, Chine Musée d'art de la Province de Shaanxi Fusion The East And West
- 2013 Henan, Chine Musée d'art de la Province de Henan Fusion The East And West
- 2014 Pékin, Chine Université de Pékin Fusion The East And West[8]
- 2015 Marcinelle, Belgique Le Bois du Cazier Fusion The East And West[9]
- 2015 Pékin, Chine 6ème Biennale d'Art de Pékin Southeast Asia Contemporary Art Exhibition (curateur)[10]
- 2016 Paris, UNESCO L'Art pour la Paix. Une perspective transculturelle entre L'Est et L'Ouest[11]
- 2024 Penang, Malaisie Lin Xiang Xiong Art Gallery Opposing War, Advocating Peace: The Artistic Mission of LIN Xiang Xiong[12]

## Collections publiques
Les œuvres de Lin Xiang Xiong sont visibles dans plusieurs collections de musées en Asie et en Europe : au Musée National d'Art de Chine (Dark Clouds Smother the Earth, Little Wonder Prosperity is Ephemeral, Clouds Sweeping over the Earth), au Musée d'art de la Province du Shaanxi, Chine (Twilight’s Lingering Love with the City), à l'Académie nationale des Arts de Chine (Yellow River Rushing into the Sea), à l'Université de Pékin (Autumn Walk, In Love with Countryside, Torrential Rush of the Yellow River) et au Bois du Cazier à Marcinelle, Belgique (Sun Rises, Again).

## Événements culturels
Depuis 2010 Lin Xiang Xiong participe ou organise des événements en faveur des arts et de la paix en Asie et en Europe, notamment le 6e Symposium International de Singapour (Forum mondial sur la culture Chinoise au XXIe siècle 2010) ; le 7e Symposium International de Melbourne, Australie en 2012 (Forum mondial sur la culture Chinoise au XXIe siècle) : la Conférence internationale de Singapour en 2013 (Confucianisme et les religions: interaction et dialogue ) ; au 1er et 2e Symposiums internationaux à l'Université de Pékin (Forum des Cultures Orientales au XXIe siècle en 2015 et Forum Boya en 2016) ; au Forum China’s New Open Door Initiative And Measure à Kuala Lumpur en Malaisie en 2016 ; et au 1er et 2e Forums internationaux de l'Art pour la Paix à Penang en Malaisie (2016 et 2017)
À Paris, il a établi un partenariat de trois ans avec l'association Mémoire de l’avenir sous l'égide de l'UNESCO  en 2016 et il a été le commissaire de l’exposition L'Art pour la paix – Dialogue culturel entre l’Est et l’Ouest sur la plate-forme de l’UNESCO. Il a organisé le Colloque au Sénat sur le thème de L'Art pour la Paix en 2017. À Liège en Belgique, il a organisé la Conférence Mondiale des Humanités : Défis et responsabilités pour une planète en transition.

## Publications
Lin Xiang Xiong a publié quatre recueils de peintures entre 1980 et 1994 dont Lin Xiangxiong Aquarene Paintings et The World of Lin Xiang Xiong, (Singapore, Innovation Publishing House, 1994).
Entre 1976 et 2012, il a publié huit recueils d'essais, de critiques d'art et de théories, rassemblés dans le Recueil des œuvres de Xiang Xiong en cinq volumes. Il a également écrit sa biographie.
En 2012, sont publiés quatre recueils de peintures à couverture rigide : Exploration entre ciel et terre, Exploration en Asie du Sud-Est, Un monde triste et La grande forme n'a pas de forme.
Il a écrit La genèse de l’art et la mission des artistes pour l'UNESCO-MOST, The International Council for Philosophy and Human Sciences – Mémoire de l’Avenir.